# Katarina Widell
Katarina Widell, född 1980 i Seoul, är en svensk blockflöjtist. 
Katarina Widell utbildades vid Kungliga Musikhögskolan i Stockholm där hon vid sin solistdiplomexamen tilldelades Musikhögskolans sällan utdelade Belöningsjetong.
Hon tilldelades 2007 Rosenborg-Gehrmans studiestipendium på 100 000 kronor.
Katarina samarbetar bland annat med blockflöjtisten och folkmusikern Göran Månsson, Kroumataslagverkaren Leif Karlsson, gitarristen och lutenisten Patrik Karlsson i ensemblen EN.D.E [nir deth ik-spir-ē-əns].

## Diskografi
- 2007 - NADIR